# Je suis à toi
Pour plus de détails, voir Fiche technique et Distribution.
Je suis à toi est un film dramatique belgo-canadien écrit et réalisé par David Lambert et sorti en Belgique (sortie limitée) en 2014.

## Synopsis
Lucas, jeune prostitué argentin, accepte l'invitation d'Henry, boulanger belge obèse, à le rejoindre en Belgique, dans son village de Wallonie. Il lui propose de devenir son apprenti-boulanger. C'est la rencontre entre misère économique et misère affective. Mais Lucas est attiré à son arrivée par la jeune vendeuse de la boulangerie, Audrey, devenue veuve récemment... 

## Fiche technique
- Titre original : Je suis à toi
- Réalisation : David Lambert
- Scénario : David Lambert
- Direction artistique :
- Décors :
- Costumes : Denis Frédérick
- Montage : Hélène Girard
- Musique : Ramachandra Borcar
- Photographie : Johan Legraie
- Son :
- Production : Jean-Yves Roubin
- Sociétés de production :
- Pays de production :  Belgique/ Canada
- Langue originale : Français
- Format : couleur - 2,35:1 - son Dolby numérique
- Genre : Film dramatique
- Durée : 1h42
- Dates de sortie : 
  - Tchécoslovaquie : 5 juillet 2014 (festival international du film de Karlovy Vary)
  - France : 7 octobre 2015

## Distribution
- Jean-Michel Balthazar : Henry
- Monia Chokri : Audrey
- Nahuel Pérez Biscayart : Lucas

## Accueil
Selon Jean-Marie Lanlo du site québécois Cinefilic : « Avec Hors les murs, le cinéaste belge David Lambert avait réalisé un premier film très remarqué mais à nos yeux assez surévalué. Il revient avec un second film certes légèrement supérieur, mais souffrant encore de quelques maladresses. La plus importante est le manque flagrant de finesse dans le traitement de sujet. Tout est ici beaucoup trop appuyé pour convaincre (...) La faute n’en revient probablement pas aux interprètes qui nous ont déjà fait preuve de leur talent par le passé, mais au réalisateur qui les dirige à l’image du reste de son film (sans la moindre subtilité.) »
Selon le site grec Flix : « Même si l'histoire semble préparer à un drame triste, il y a une tentative d'introduire des éléments de comédie surréaliste, mais ceux-ci ne fonctionnent pas toujours, en particulier parce qu'ils sont basés sur les caractéristiques physiques des héros qui rappellent Laurel et Hardy (blagues sur le surpoids). Cependant, les trois acteurs qui jouent les rôles principaux du film sont excellents. »
Selon Emilio Luna de elantepenultimomohicano : « Tout est stéréotypé et sans originalité (...) C'est une fable qui suit grossièrement les conventions du cinéma LGBT actuel, mais agréable et finalement convaincante. »

## Récompenses
- Festival du film francophone d'Angoulême 2015 : 
  - Valois du meilleur scénario
  - Valois Magelis
- Queer Lisboa 2015 :
  - Meilleur acteur pour Nahuel Pérez Biscayart